# Patricia Hornsby-Smith
Margaret Patricia Hornsby-Smith (17 mars 1914 - 3 juillet 1985) est une femme politique du Parti conservateur au Royaume-Uni.

## Jeunesse et éducation
Margaret Patricia Hornsby-Smith est née le 17 mars 1914 à East Sheen, deuxième enfant et fille unique de Frederick Charles Hornsby-Smith, marchand de selles et maître fabricant de parapluies, et de son épouse, Ellen Minter . Elle fait ses études à l'école élémentaire locale et à la Richmond County School for Girls. Après avoir quitté l'école, elle travaille comme secrétaire privée pour plusieurs entreprises et pour une fédération d'employeurs. Son intérêt pour la politique s'est construit très tôt et elle rejoint la Ligue impériale junior à l'âge de seize ans. L'année suivante, elle est invitée à se joindre à l'équipe de soutien du Parti conservateur pour la campagne électorale de 1931.
En 1941, elle accepte un emploi dans la fonction publique en tant que secrétaire privée principale de Lord Selborne, le ministre de la guerre économique, poste qu'elle occupe jusqu'à la fin de la guerre .

## Carrière politique
Sa carrière politique décolle après la guerre. Elle est élue pour un mandat au conseil de Barnes où elle sert de 1945 à 1949 . Aux élections générales de 1950, elle est élue députée de Chislehurst, remportant une majorité de seulement 167 voix contre le député travailliste sortant, George Wallace.
Elle est réélue aux quatre élections générales suivantes (1951, 1955, 1959, 1964), et sert comme secrétaire parlementaire à la Santé de 1951 à 1957  et devient conseiller privé en 1959 .
En 1964, elle présente la loi sur les infirmières et infirmiers au Parlement . Elle est nommée Dame Commandeur de l'Ordre de l'Empire britannique (DBE) en septembre 1961.
Aux élections de 1966, elle perd son siège face au travailliste Alistair Macdonald, à une majorité de seulement 810 voix. Quatre ans plus tard, aux élections de 1970, elle regagne le siège avec une majorité de 3363 voix .
Les changements de limites de circonscription mis en œuvre lors des élections générales de février 1974 amènent Hornsby-Smith à laisser Roger Sims se présenter pour Chislehurst, et se présente à la place pour la nouvelle circonscription de Sidcup. Cependant, Edward Heath choisi de se présenter pour Sidcup ce qui amène Hornsby-Smith à se présenter au nouveau siège d'Aldridge-Brownhills . Elle perd contre le candidat travailliste Geoffrey Edge par seulement 366 voix .
Hornsby-Smith est créée pair à vie le 13 mai 1974 en tant que baronne Hornsby-Smith, de Chislehurst dans le comté de Kent.
Margaret Hornsby-Smith est décédée le 3 juillet 1985 à Westminster .